# Psolidothuria octodactyla
Psolidothuria octodactyla is een zeekomkommer uit de familie Vaneyellidae.
De wetenschappelijke naam van de soort werd in 1998 gepubliceerd door A.S. Thandar.